# クリスタルムーバー

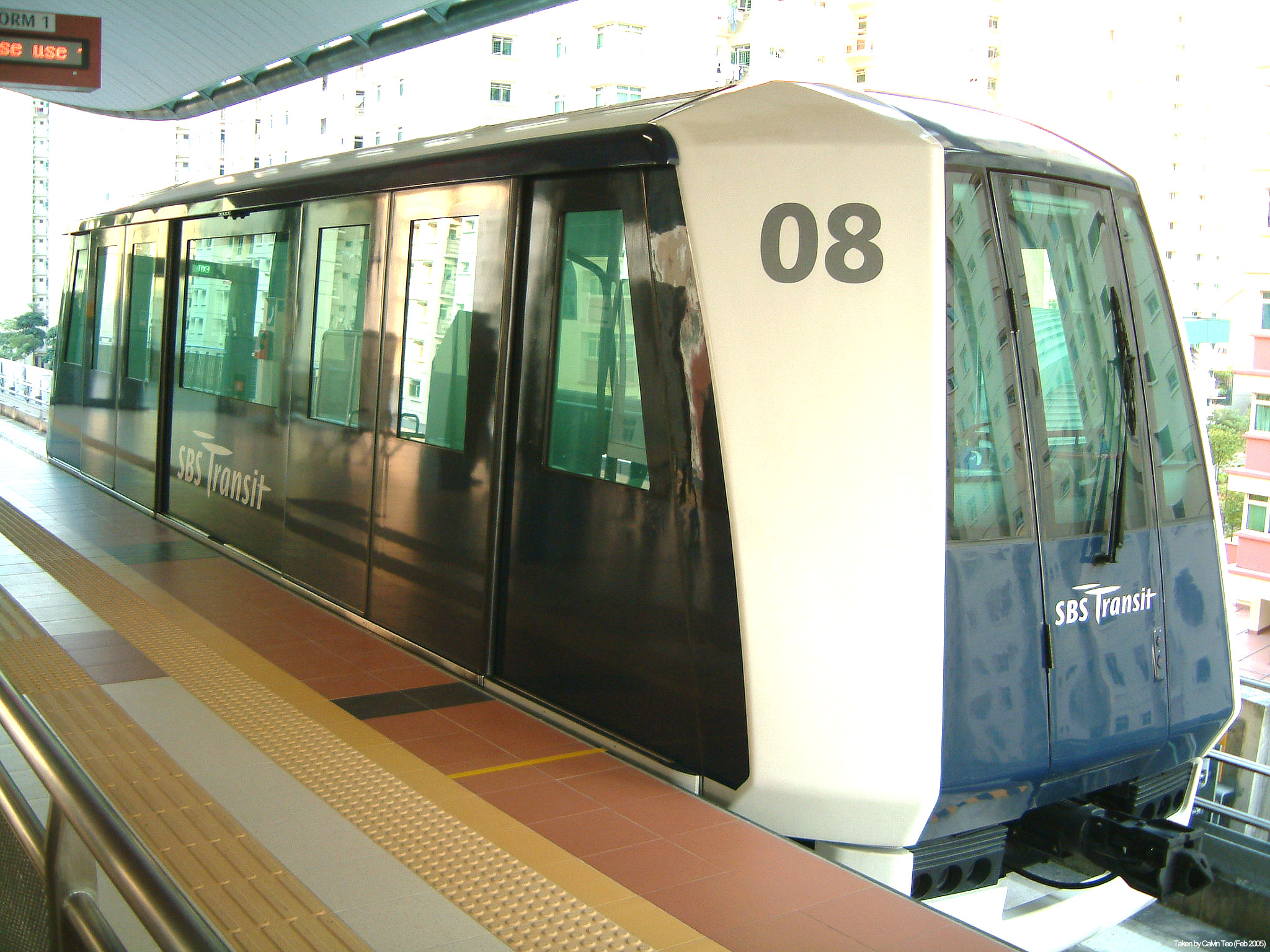
LRTセンカン線およびLRTプンゴル線のSBSトランジット クリスタルムーバー車

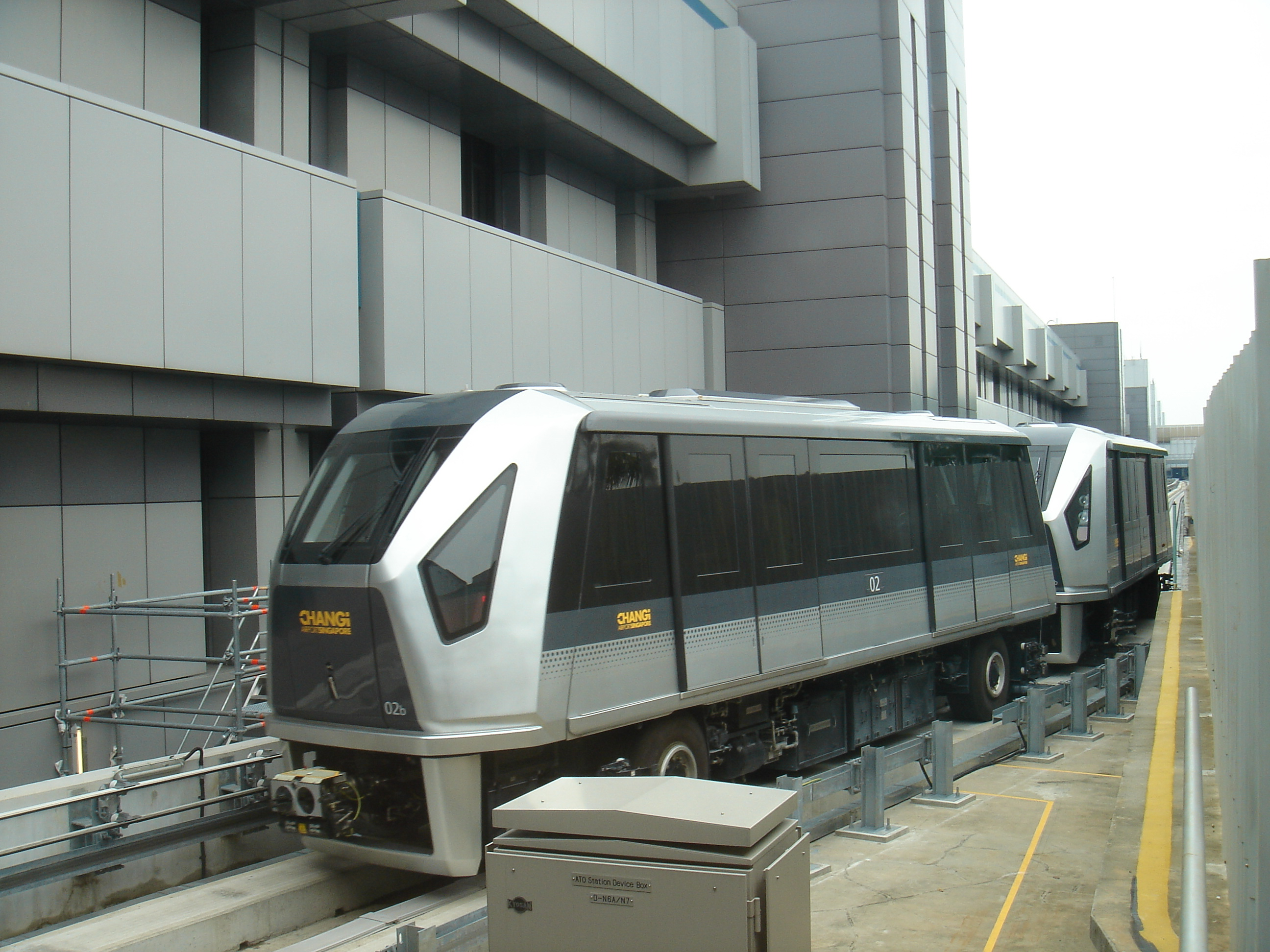
Innovia APM 100に代わってチャンギ空港スカイトレインで運行中のCAAS クリスタルムーバー車（2006年）

クリスタルムーバー（英語: Crystal Mover）は、三菱重工業が開発・製造している新交通システムである。
日本製のAGTとしては本格的な海外輸出を前提に設計された車両で、導入線区は海外の新規開業路線や空港内交通機関が多かった。
2010年代以降は改良モデルとしてUrbanismo
(アーバニズモ) シリーズが登場しており、シリーズには最高速度120km運転に対応した高速型とセミオーダーメイドが可能な標準型があるが、このうち標準型については日本国内のAGT路線でも既存車両の置換用に導入される事例が増えている。

## 公共交通

### 日本
- 埼玉新都市交通2020系電車　- 1983年の開業以来使用している1010系の取替えを目的に、2015年から2024年にかけて6編成が導入された[2][3]。
- ゆりかもめ7300系電車 - 2014年営業開始。
- 東京都交通局日暮里・舎人ライナー330形電車 - 輸送力増強のために2015年導入。
- 広島高速交通7000系電車 - 開業当初から在籍する6000系と、その増備車である1000系の置き換えのために24編成が導入される。
- 西武山口線(レオライナー)新型車両 - 開業当初から使用している8500系の取替目的に導入予定。

### シンガポール
シンガポールでは、SBSトランジットが2003年よりLRTセンカン線、2005年よりLRTプンゴル線でクリスタルムーバーを運行している。両線で計41両が運用されている。

### マカオ
マカオ特別行政区政府は2010年にマカオLRTとしてクリスタルムーバーの導入を決定した。三菱重工業が車両と関連システムを総額46億8,800万パタカで受注し、2019年から2020年にかけて供用開始の予定である。

## 空港連絡

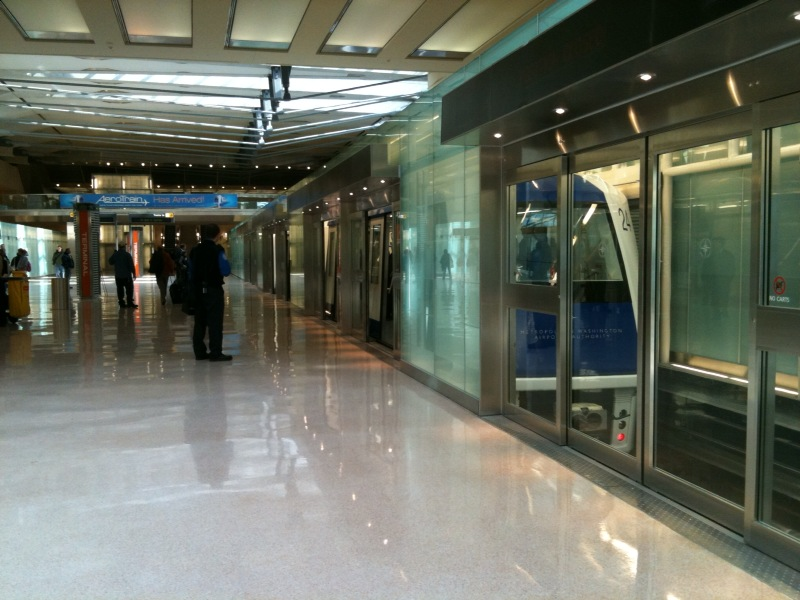
ワシントン・ダレス国際空港のエアロトレインで使用されているクリスタルムーバー車両

クリスタルムーバーを運行している空港は以下の通りである。
- エアロトレイン - ワシントン・ダレス国際空港（アメリカ合衆国）
- ATLスカイトレイン - ハーツフィールド・ジャクソン・アトランタ国際空港（アメリカ合衆国）
- チャンギ空港スカイトレイン - シンガポール・チャンギ国際空港（シンガポール）
- 香港国際空港新交通システム - 香港国際空港（中華人民共和国）
- MIAムーバーおよびスカイトレイン - マイアミ国際空港（アメリカ合衆国）
- 仁川国際空港シャトルトレイン - 仁川国際空港（大韓民国）
- エアロスカイ - ドバイ国際空港（アラブ首長国連邦）

## 仕様
- 構成 - 単行（2～4両の連結もあり）
- 定員（乗客） - 105（18席含む）
- 車両重量（t） - 14.9
- 車両寸法（mm） - 11,840 （長さ） × 2,690 （幅） × 3,615 （高さ）
- ガイドシステム - 横ガイド2軸4輪ステアリングシステム
- 電気システム - 直流 750 V 第三軌条方式
- 軌間（mm）
  - 軌間 - 1,850
  - ガイドレール支間 - 3,200
- 設計最高速度 - 80 km/h
- 最高運転速度 - 70 km/h
- 起動加速度 - 1 m/s2（3.6 km/h/s）
- 常用減速度 - 1 m/s2（3.6 km/h/s）
- 非常減速度 - 1.3 m/s2（4.68 km/h/s）
- 車体構造 - アルミニウム合金溶接構造
- 主電動機 - 三相誘導電動機、出力 80 kW × 2個
- 推進制御システム - VVVFインバーターベクトル制御（各軸個別制御）

（応荷重制御付き）
- ブレーキシステム - 回生ブレーキ付き電気指令式ブレーキ

（直通ブレーキ、留置ブレーキ、応荷重制御、滑走防止制御付き）